# Daniel Wahl

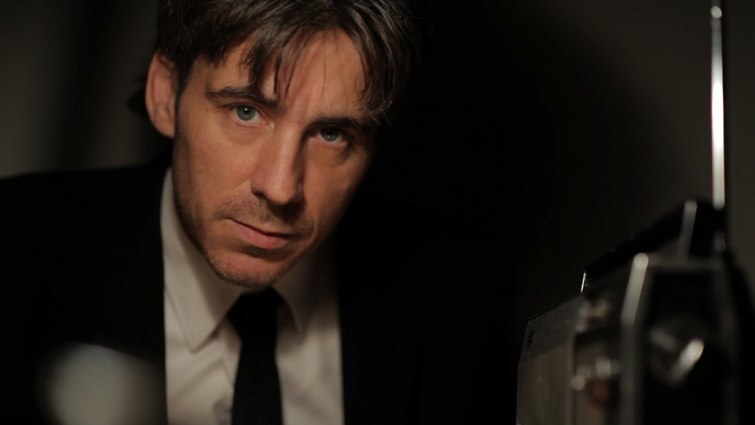
Daniel Wahl (2015)

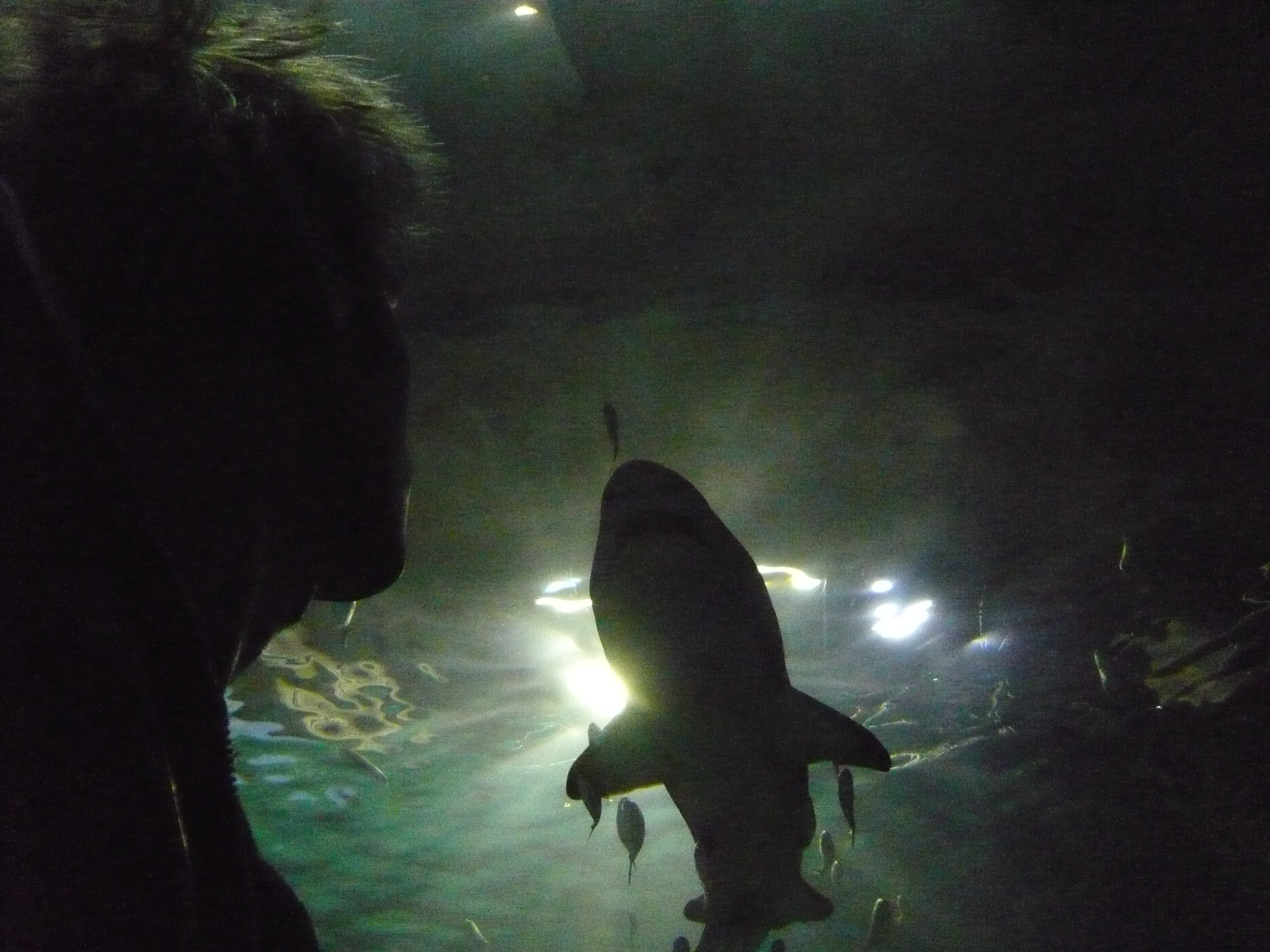
DAKIWA

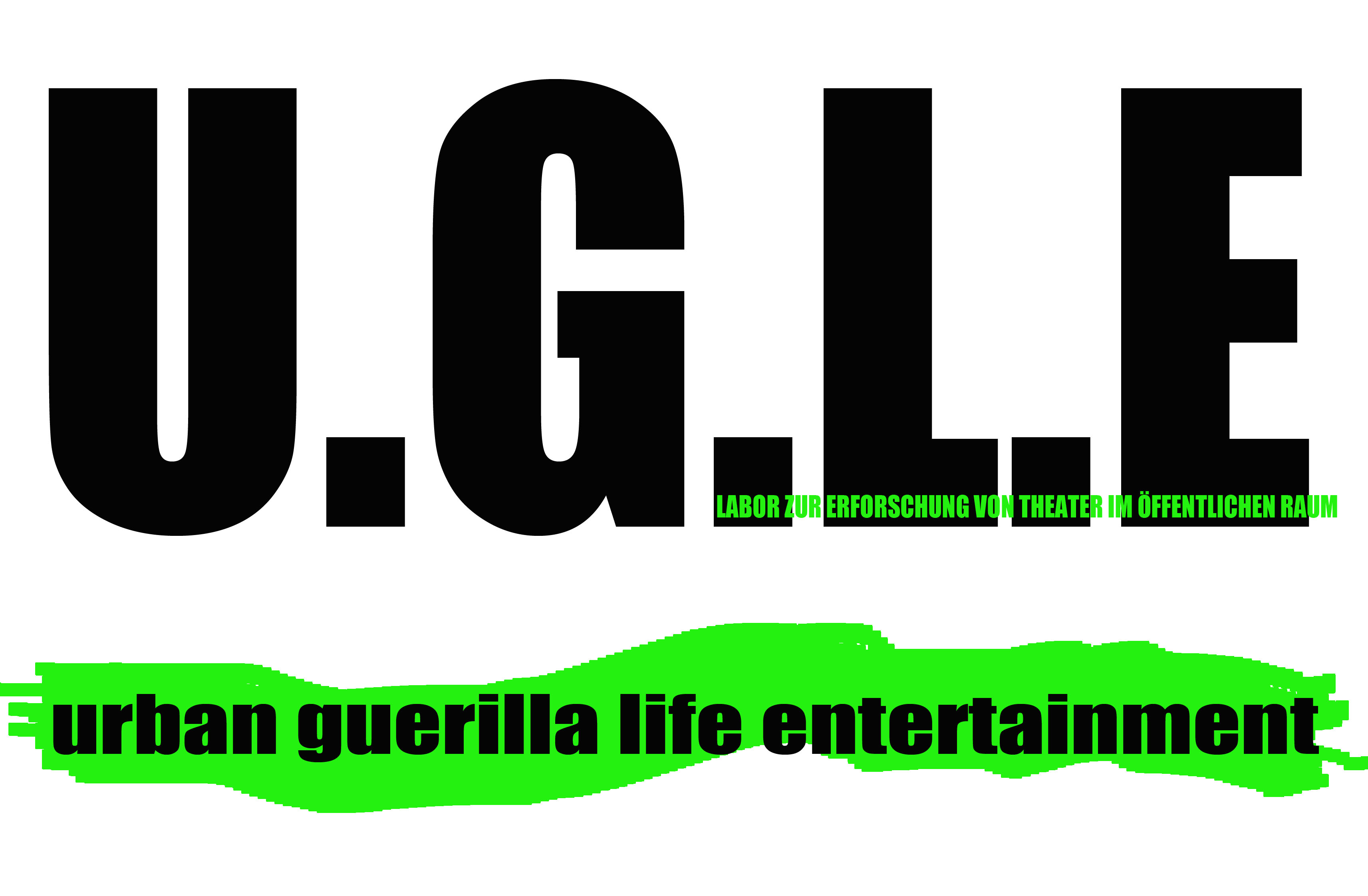
www.ugle.club

Daniel Wahl (* 31. März 1966 in Zürich) ist ein Schweizer Regisseur und Schauspieler.

## Leben
Daniel Wahl studierte von 1989 bis 1991 Theaterpädagogik an der Zürcher Hochschule der Künste. Anfänglich spielte und inszenierte er am jungen theater basel. Darauf folgten Arbeiten als Bewegungs-Choreograph und Regisseur für das Luzerner Theater. Parallel arbeitete er auch für die freie Szene im In- und Ausland (Pro Helvetia Cairo). 1999 engagierte ihn Simon McBurney (Theatre Complicite, London) als Schauspieler für die Produktion "Mnemonic". Er spielte im Riverside Studios, im National Theatre und 2000/2001 folgte eine Tour von Barcelona Mercat de les Flors, über Paris, MC93 Bobigny bis nach New York John Jay College of Criminal Justice. Im selben Zeitraum lernte er Sebastian Nübling kennen. Mit Sebastian verbindet ihn eine sehr lange und intensive Zusammenarbeit. 2001 inszenierte er wieder für das Luzerner Theater. "Das doppelte Lottchen", "Alice im Wunderland" und "Wolfsjunge" (Ein Projekt mit gehörlosen und hörenden Schauspielern). "Wolfsjunge" und ein Jahr später "Schällemätteli" (Ein Projekt mit Ex-Sträflingen) hat er mit seinem eigens dafür gegründeten Unternehmen DAKIWA koproduziert. 2003 Festengagement am Theater Basel als Schauspieler und Regisseur. 2005 begann für ihn dann die Zeit als Schauspieler und Regisseur am Schauspielhaus Hamburg. Zu seinen Inszenierungen gehörten "Herr der Fliegen", "Wer einmal aus dem Blechnapf frißt", die deutsche Erstaufführung von Simon Stephens "Punk Rock", und das Generationenprojekt "Frühlings Erwachen". Weiter inszenierte er auch fürs Junge Schauspielhaus. Seit September 2011 arbeitete er unter anderem auch für das Theater Freiburg und das junge theater basel. Zusammen mit Viva Schudt gründete Daniel Wahl am 1. November 2015 U.G.L.E – urban guerilla life entertainment in Freiburg, ein Labor zur Erforschung von Theater im öffentlichen Stadtraum.

## Auszeichnungen
- 2007 wurde „Sagt Lila“ zum Theaterfestival Augenblick-Mal!!! eingeladen.
- 2008 Stipendium der Berenberg-Bank-Stiftung
- 2008 Theatertreffen Berlin (Pornographie R: S. Nübling)

## Inszenierungen (Auswahl)
- 2003 "Wolfsjunge" eine Koproduktion Dakiwa dem Luzerner Theater und dem Theater Basel
- 2005 "Schällemätteli" eine Koproduktion Dakiwa und Theater Basel
- 2006 „Sagt Lila“ von Chimo, Bearbeitung Daniel Wahl am Jungen Schauspielhaus Hamburg
- 2007 "Herr der Fliegen"Bearbeitung Daniel Wahl, ein Gemeinschaftsprojekt Deutsches Schauspielhaus Hamburg und dem Atlantic Forum e.V.
- 2008 „Träumer“ Gilbert Adair in der Bearbeitung Daniel Wahl am Jungen Schauspielhaus Hamburg
- 2009 „Wer einmal aus dem Blechnapf frißt“ Hans Fallada Bearbeitung Daniel Wahl Deutsches Schauspielhaus Hamburg
- 2010 „Frühlings Erwachen“ Frank Wedekind Generationenprojekt  Deutsches Schauspielhaus Hamburg
- 2010 „Punk Rock“  Simon Stephens Deutsche Erstaufführung Deutsches Schauspielhaus Hamburg
- 2011 „Gonzo“ Kristo Šagor am Jungen Schauspielhaus Hamburg
- 2013 „Drüberleben“ Kathrin Weßling Bearbeitung Daniel Wahl am Theater Freiburg
- 2014 „Ausnahmezustand mensch sein“ Clemens Mägde, eine Koproduktion von Brunnenpassage und dem Volkstheater Wien
- 2014 „Momo“ Michael Ende Bearbeitung Daniel Wahl am Theater Freiburg
- 2014 „Camp Cäsar“ Tim Staffel Uraufführung am jungen theater basel

## Theaterrollen (Auswahl)
- 1999: Hamlet in „sweet hamlet“ von Sebastian Nübling und Daniel Wahl am jungen theater basel
- 2000: Arzt in „Mnemonik“ von Simon McBurney  am theatre complicite
- 2001: Nibbio in I Furiosi von Sebastian Nübling und Daniel Wahl Regie S. Nübling am Theaterhaus Stuttgart
- 2003: Edgar in King Lear von William Shakespeare Regie S. Nübling am Theater Basel
- 2003: Christeli in „Geld und Geist“ Jeremias Gotthelf Regie Rafael Sanchez am Theater Basel
- 2004: Bruder in Edward II. von Christopher Marlowe auf der Pernerinsel Hallein im Rahmen der Salzburger Festspiele
- 2005: Dionysos in Virus! frei nach Euripides Regie S. Nübling am Württembergischen Staatstheater Stuttgart im Rahmen des Festivals Theater der Welt
- 2005: Gurney in Die Krönung Richards II. von Hans Henny Jahnn Regie S. Nübling am Deutschen Schauspielhaus Hamburg
- 2006: Mollfels in "Scherz Satire und tiefere Bedeutung Regie Roger Vontobel am Deutschen Schauspielhaus Hamburg
- 2007: Werther in „Die leiden des jungen Werther“ Regie Florentine Klepper am Deutschen Schauspielhaus Hamburg
- 2007: Bruder in Pornographie von Simon Stephens Regie S. Nübling am Schauspielhaus Hannover im Rahmen des Festival Theaterformen
- 2009: Stucker in Kritische Masse von Oliver Bukowski Regie S. Nübling am Deutschen Schauspielhaus Hamburg
- 2010: Hovstad in „Ein Volksfeind“ Regie Jarg Pataki am Deutschen Schauspielhaus Hamburg
- 2011: M in „M – Ein Mann jagt sich selbst“ Regie Clemens Mägde am Deutschen Schauspielhaus Hamburg
- 2011: Luschin in „Verbrechen und Strafen“ Regie Thomas Kruppa am Theater Freiburg
- 2012: Gustav Adolf Eckdal in „Fanny und Alexander“ Regie Julia Hölscher am Theater Freiburg
- 2013: Henry in „Falk macht kein Abi“ Regie Sylvia Sobotka am Theater Freiburg
- 2013: Arthur (2) „King Arthur“ Regie Robert Schuster am Theater Freiburg
- 2015: Schamrajew "Die Möwe"Regie Daniela Löffner am Theater Freiburg